# Tennis Masters Cup 2004 - Doppio
Il doppio del Tennis Masters Cup 2004 è stato un torneo di tennis facente parte dell'ATP Tour.
Bob Bryan e Mike Bryan erano i detentori del titolo e hanno battuto in finale 4–6, 7–5, 6–4, 6–2, Wayne Black e Kevin Ullyett.

## Teste di serie
1. Mark Knowles /  Daniel Nestor (semifinali)
2. Bob Bryan /  Mike Bryan (campioni)
3. Jonas Björkman /  Todd Woodbridge (semifinali)
4. Wayne Black /  Kevin Ullyett (finale)

1. Mahesh Bhupathi /  Maks Mirny (round robin)
2. Martin Damm /  Cyril Suk (round robin)
3. Gastón Etlis /  Martin Rodriguez (round robin)
4. Xavier Malisse /  Olivier Rochus (round robin)

## Tabellone

### Legenda
| - Q = Qualificato - WC = Wild card - LL = Lucky loser | - ALT = Alternate - SE = Special Exempt - PR = Protected Ranking | - w/o = Walkover - r = Ritirato - d = Squalificato |

### Finale
|  | Semifinali | Semifinali                     | Semifinali                     | Semifinali | Semifinali |  |  | Finale                    | Finale                    | Finale                    | Finale | Finale | Finale | Finale |  |
|  |            |                                |                                |            |            |  |  |                           |                           |                           |        |        |        |        |  |
|  | 1          | Mark Knowles Daniel Nestor     | Mark Knowles Daniel Nestor     | 2          | 4          |  |  |                           |                           |                           |        |        |        |        |  |
|  | 2          | Bob Bryan Mike Bryan           | Bob Bryan Mike Bryan           | 6          | 6          |  |  | Bob Bryan Mike Bryan      | Bob Bryan Mike Bryan      | Bob Bryan Mike Bryan      | 4      | 7      | 6      | 6      |  |
|  | 3          | Jonas Björkman Todd Woodbridge | Jonas Björkman Todd Woodbridge | 4          | 2          |  |  | Wayne Black Kevin Ullyett | Wayne Black Kevin Ullyett | Wayne Black Kevin Ullyett | 6      | 5      | 4      | 2      |  |
|  | 4          | Wayne Black Kevin Ullyett      | Wayne Black Kevin Ullyett      | 6          | 6          |  |  |                           |                           |                           |        |        |        |        |  |

### Gruppo rosso
|   |                               | Knowles Nestor   | Black Ullyett    | Damm Suk      | Malisse Rochus   | RR V–P | Set V–P | Game V–P | Posizione |
| 1 | Mark Knowles Daniel Nestor    |                  | 4–6, 6–3, 7–6(7) | 6–2, 6–3      | 5–7, 7–6(2), 6–4 | 3–0    | 6–2     | 47–37    | 1         |
| 4 | Wayne Black Kevin Ullyett     | 6–4, 3–6, 6(7)–7 |                  | 6–2, 6–2      | 6–4, 6–2         | 2–1    | 5–2     | 39–27    | 2         |
| 6 | Martin Damm Cyril Suk         | 2–6, 3–6         | 2–6, 2–6         |               | 6–2, 1–6, 4–6    | 0–3    | 1–6     | 20–38    | 4         |
| 8 | Xavier Malisse Olivier Rochus | 7–5, 6(2)–7, 4–6 | 4–6, 2–6         | 2–6, 6–1, 6–4 |                  | 1–2    | 3–5     | 37–41    | 3         |

La classifica viene stilata in base ai seguenti criteri: 1) Numero di vittorie; 2) Numero di partite giocate; 3) Scontri diretti (in caso di due giocatori pari merito ); 4) Percentuale di set vinti o di games vinti (in caso di tre giocatori pari merito ); 5) Decisione della commissione.

### Gruppo blu
|   |                                | Bryan            | Björkman Woodbridge | Bhupathi Mirny   | Etlis Rodriguez     | RR V–P | Set V–P | Game V–P | Posizione |
| 2 | Bob Bryan Mike Bryan           |                  | 3–6, 4–6            | 7–6(7), 5–7, 6–4 | 6–3, 7–6(4)         | 2–1    | 4–3     | 38–38    | 2         |
| 3 | Jonas Björkman Todd Woodbridge | 6–3, 6–4         |                     | 6–3, 6–2         | 2–6, 7–6(4), 7–6(3) | 3–0    | 6–1     | 40–30    | 1         |
| 5 | Mahesh Bhupathi Maks Mirny     | 6(7)–7, 7–5, 4–6 | 3–6, 2–6            |                  | 6–3, 7–6(5)         | 1–2    | 3–4     | 35–39    | 3         |
| 7 | Gastón Etlis Martin Rodriguez  | 3–6, 6(4)–7      | 6–2, 6(4)–7, 6(3)–7 | 3–6, 6(5)–7      |                     | 0–3    | 1–6     | 36–42    | 4         |

La classifica viene stilata in base ai seguenti criteri: 1) Numero di vittorie; 2) Numero di partite giocate; 3) Scontri diretti (in caso di due giocatori pari merito ); 4) Percentuale di set vinti o di games vinti (in caso di tre giocatori pari merito ); 5) Decisione della commissione.